# Elisabeth Jaspersen
Elisabeth Jaspersen (* 27. August 1900 in Möltenort; † 8. April 1994 in Plön) war eine deutsche Porträt- und Landschaftsmalerin.

## Leben

### Familie
Elisabeth Jaspersen war die Tochter des Kieler Hofapothekers Carl Rüdel; ihr Bruder war der Politiker Hans-Carl Rüdel.
Sie war seit 1929 mit dem Mediziner Karsten Jaspersen verheiratet, mit dem sie im gleichen Jahr nach Bethel übersiedelte; gemeinsam hatten sie drei Kinder. 1960 zog die Familie nach Plön um.
Nach ihrem Tod wurden die Eheleute an ihrem letzten Wohnort auf dem Plöner Osterfriedhof beigesetzt.

### Werdegang
Elisabeth Jaspersen verbrachte ihre Schulzeit am Lyzeum (heute: Käthe-Kollwitz-Schule) in Kiel.
Nachdem sie bei Georg Burmester und Fritz Stoltenberg in Kiel privaten Malunterricht erhalten hatte, studierte sie seit 1920 auf der Kasseler Kunstakademie bei Ewald Dülberg und Georg Burmester, der inzwischen nach Kassel berufen worden war. Nach bestandenem Examen als Zeichenlehrerin machte sie 1922 ihr Referendariat in Kiel.
1924 nahm sie ihr Studium in München und an der Staatlichen Akademie für Kunst und Kunstgewerbe Breslau wieder auf, wo sie sich unter dem Einfluss von Alexander Kanoldt der Neuen Sachlichkeit zuwandte; anschließend studierte sie in Paris bei dem Maler und Illustrator André Lhote, der eine Kunstschule am Montparnasse unterhielt. Studienaufenthalte in Deutschland, Frankreich und Italien folgten.
1929 stellte sie ihre Bilder zusammen mit Werken von Werner Lange in der Kunsthalle zu Kiel vor. Im gleichen Jahr ging sie mit ihrem Mann nach Bielefeld.
Nach der Geburt ihrer drei Kinder war sie nur noch sehr eingeschränkt künstlerische tätig.
Nach der Pensionierung von Karsten Jaspersen 1960 zog das Ehepaar an den Plöner See. Erst nach 1960 schuf Elisabeth Jaspersen wieder zahlreiche Aquarelle, Zeichnungen und Gemälde, die Motive von ihren Reisen und aus der Umgebung von Plön zeigen; gemeinsam mit der befreundeten Malerin Hildegard Grube-Loy reiste sie unter anderem nach Jotenheimen am Sognefjord in Norwegen.
In Plön lebend, beteiligte sie sich 1962 an der 10. Ausstellung der Malerinnen und Bildhauerinnen Schleswig-Holsteins im Kieler Landeshaus sowie an verschiedenen Ausstellungen Schleswig-Holsteinischer Künstler im Plöner Schloss. Anlässlich ihres neunzigsten Geburtstages wurden 1991 ihre in den 1920er Jahren entstandenen Stillleben und Porträts in Plön gezeigt.

### Künstlerisches Wirken
Nach ihrem Umzug nach Plön begann sie eine neue intensive Schaffensperiode mit Landschafts- und Blumenbildern. Gleichzeitig mit den sie befruchtenden Eindrücken aus der schleswig-holsteinischen Heimat begann die für sie fruchtbare Zeit des Reisens; in den folgenden zwei Jahrzehnten entstanden Landschaftsbilder auf Ischia, Teneriffa, Mallorca, in Norwegen, Finnland und Griechenland. Sie galt als die große alte Dame der Malerei im Kreis Plön.

## Ausstellungen (Auswahl)
- 1929: Ausstellung in der Kieler Kunsthalle.
- 1962: 10. Ausstellung der Malerinnen und Bildhauerinnen Schleswig-Holsteins im Kieler Landeshaus.
- 1972: Landesschau Schleswig-Holsteinischer Künstler im Plöner Schloss.
- 1973: Landesschau Schleswig-Holsteinischer Künstler im Plöner Schloss.
- 1974: Landesschau Schleswig-Holsteinischer Künstler im Plöner Schloss.
- 1976: Landesschau Schleswig-Holsteinischer Künstler im Plöner Schloss.
- 1978: Landesschau Schleswig-Holsteinischer Künstler im Plöner Schloss.
- 1991: Einzelausstellung im Schwentinehaus in Plön.
- 2019: Die Neue Frau – Künstlerinnen als Avantgarde. In: Haus Opherdicke in Holzwickede.
- 2019: Kieler Künstlerinnen und Künstler zwischen 1918 und 1945 im Künstlermuseum Heikendorf.[3]

## Ehrungen und Auszeichnungen
- In Plön wurde der Elisabeth-Jaspersen-Weg nach ihr benannt.[4]

## Werke (Auswahl)
- Porträt einer unbekannten Frau im Kreismuseum Plön.[5]
- Apothekerstillleben (1924) in der Stadtgalerie Kiel.[6]
- Porträt (1925) in der Stadtgalerie Kiel.[7]
- Selbstbildnis als junge Dame mit Strohhut (1928).[8]